# Église Notre-Dame d'Étretat
L'église Notre-Dame d'Étretat est une église, protégée des monuments historiques, située à Étretat, dans le département français de la Seine-Maritime
Elle fait l’objet d’une nouvelle de Maupassant intitulée « conflits pour rire » dans le recueil «  contes et nouvelles ».

## Historique
Elle est située à l'écart du centre du bourg, au niveau de l'avenue Nungesser et Coli. C'est un grand édifice comparativement à l'importance du village autrefois, ce qui peut s'expliquer par sa dépendance ancienne à la puissante abbaye de Fécamp. Sa construction remonte aux XIIe et XIIIe siècles. Il a été remanié au XIXe siècle et classé monument historique.

## Description
L'église a un plan traditionnel en croix latine. Au-dessus de la croisée du transept s'élève une tour-lanterne sur quatre piliers, caractéristique des styles gothiques normand et anglais. Elle est éclairée par huit fenêtres à lancettes. Les deux niveaux d'élévation de la nef sont communes dans le style normand.
La façade (sauf le tympan du XIXe siècle) ainsi que les six premières travées de la nef sont de style roman. Le reste de l'église a été achevé plus tard, en style gothique : le chœur et les bas-côtés sont fin XIIe et début XIIIe siècle ; le transept a été érigé au milieu du XIIIe siècle. Au XVIIIe siècle, le jubé qui séparait la nef et le chœur, est détruit, comme dans la plupart des églises françaises. Les fenêtres sont agrandies pour faire entrer plus de lumière. À la suite d'un incendie, il faut reconstruire le clocher. Les voûtes sont refaites au XIXe siècle, une sacristie est ajoutée et de nouveaux vitraux sont posés.
La façade est caractéristique du style roman régional avec son mur « écran » surmonté d'un pignon qui cache le reste de l'édifice. Elle n'est encadrée par aucune tour. Hormis un tympan du XIXe siècle (en mauvais état), elle ne présente aucune statue. Le portail est en plein cintre et les voussures présentent un décor géométrique (bâtons brisés, fleurettes, frettes crénelées), représentatif de l'art roman en Normandie.
Le corps de l'église est entouré par une série de corbeaux pittoresques romans.
Le chevet rectangulaire se dissimule derrière la sacristie qui fut rajoutée au XIXe siècle. La tour lanterne et son escalier en vignot sont typiques de l'architecture gothique. Des soldats du Commonwealth, morts pendant la Première Guerre mondiale), reposent dans une partie du cimetière autour de l'église. Un hôpital militaire fonctionnait en effet à Étretat durant cette période. 

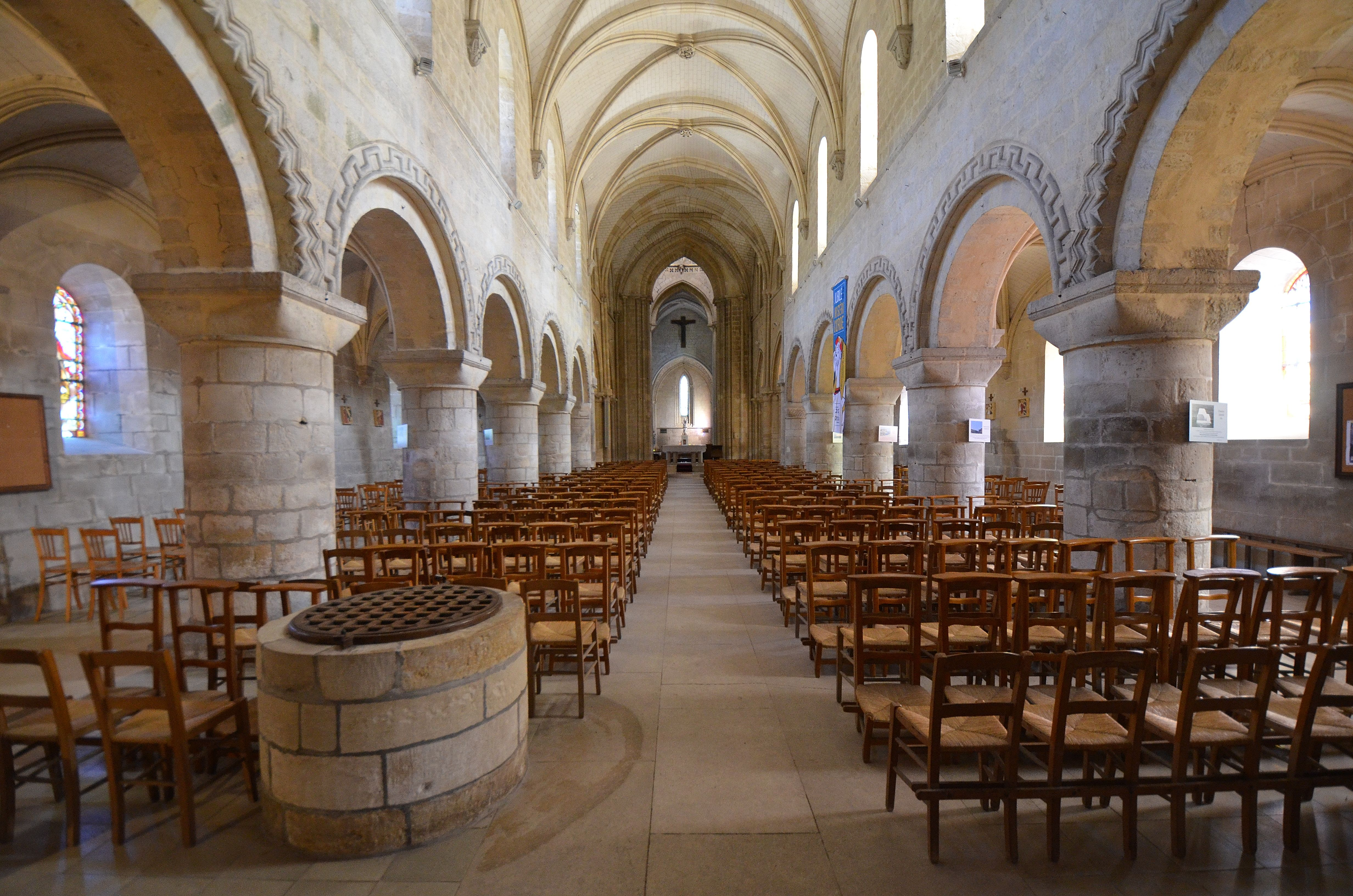
La nef.

À l'intérieur, les six premières travées présentent une apparence toute romane (arcs en plein cintre, décor géométrique, piliers massifs). Les chapiteaux sont dans leur majorité épannelés. Ceux du chœur, plus tardifs, révèlent les influences françaises du début du XIIIe siècle (chapiteaux carrés à feuilles d'eau). Le mobilier se compose d'une statue de la Vierge du XIVe siècle dans le bas-côté nord. L'orgue Cavaillé-Coll date du XIXe siècle. La nef est décorée de drapeaux qui rappellent la vocation maritime d'Étretat.